# Victor Hadwiger
Victor Hadwiger, né le 6 décembre 1878 à Prague, dans l'empire austro-hongrois et mort le 4 octobre 1911 à Berlin est un écrivain de langue allemand, précurseur de l’expressionnisme littéraire allemand.

## Biographie
Victor Hadwiger est le fils d'un médecin militaire. Après une scolarité difficile, il s'inscrit à l'Université de Prague. Il fréquente les cercles littéraires pragois où ses amis proches sont Paul Leppin et Oskar Wiener. Ses études tournent à l'échec et en 1902, après la mort de sa mère, son père qui désapprouve son goût pour la littérature, cesse de le financer. Hadwiger n'aura plus de contact avec son père.
En 1903, il s'établit à Berlin où il fréquente les milieux de la bohème, connaît Peter Hille, Erich Mühsam, Paul Scheerbart et n'a pas de résidence fixe. Il épouse l'écrivaine Else Strauß avant de mourir subitement quelques années plus tard.

## Ouvrages
- 1900, Gedichte, poésies, Dresde
- 1903, Ich bin, poésies, Berlin
- 1911, Blanche. Des Affen Jogo Liebe und Hochzeit, Berlin
- 1911, Der Empfangstag, nouvelle, Berlin, Axel Juncker Verlag
- 1912, Abraham Abt, roman, Berlin

## Sources
- (de) Hans J. Schütz, « Ein deutscher Dichter bin ich einst gewesen ». Vergessene und verkannte Autoren des 20. Jarhunderts, Munich, Verlag C. H. Beck, 1988.